# Liste des évêques et archevêques de Ferrare
Cette liste recense les évêques qui se sont succédé sur le siège de Ferrare érigé dès le IVe siècle. Le 27 juillet 1735, il est élevé au rang d'archidiocèse ; puis devient métropolitain en 1803. En 1976, il perd sa dignité métropolitaine en conservant le titre d'archidiocèse et devient suffragant de l'archidiocèse de Bologne. En 1976, Mgr Franceschi est nommé évêque de Ferrare et de Comacchio, unissant les deux sièges in persona episcopi. l'union plénière des deux diocèses est établie en 1986 et le nouveau district ecclésiastique prend le nom actuel d'archidiocèse de Ferrare-Comacchio.

## Évêques de Ferrare
- Martino (954-969)
- Leone (970-982)
- Gregorio (mentionné en 998)
- Ingone ou Ugone (mentionné en 1010)
- Rolando Ier (mentionné en 1031)
- Ambrogio (mentionné en 1032)
- Rolando II (1040-1063)
- Giorgio (mentionné en 1064)
- Grazioso ou Graziano (mentionné en 1069)
  - Guido (mentionné en 1086), illégitime
- Landolfo (1104-1138 ou 1139)
- Griffone (1139-1156)
- Amato (1158-1175)
- Presbiterino (1175-1181)
- Teobaldo (1183-1186)
- Stefano (1186-1189)
- Uguccione ou Ugo (1190-1210)
- Rolando III (1212-1231)
- Gravendino (mentionné en 1237)
  - Filippo Fontana (it) (1239-1250), évêque élu, nommé archevêque de Florence
- Giovanni Querini (1252-1257)
- Bienheureux Albert Pandoni, O.E.S.A (1257-(1274)
- Guglielmo (1274-1286)
- Federico di Front e San Martino (1288-1303)
  - Ottobono Del Carretto (1304-1304), évêque élu
- Guido da Capello, O.P (1304-1332)
- Guido da Baisio Ier (1332-1349)
- Filippo Dell'Antella (1349-1357), nommé évêque de Florence
- Bernardo, O.Cist (1357-1376)
- Bienheureux Aldobrandino d'Este (1378-1379
- Guido da Baisio II (1382 ou 1383-1384 ou 1386)
- Tommaso Marcapesci (1384 ou 1386-1393)
- Nicolò, O.P (1393-1401), nommé archevêque de Soltaniyeh
- Pietro Boiardo (1401-1431)
- Bienheureux Giovanni Tavelli, C.A.S.H (1431-1446)
- Francesco dal Legname (1446-1460), nommé évêque de Feltre et Belluno
- Lorenzo Roverella (1460-1474)
- Bartolomeo Della Rovere (1474-1494)
- Juan de Borja Llançol de Romaní (1494-1503)
  - Hippolyte Ier d'Este (1503-1520), administrateur apostolique
  - Giovanni Salviati (1520-1550), administrateur apostolique
  - Luigi d'Este (1550-1563), administrateur apostolique
- Alfonso Rossetti (1563-1577)
- Paolo Leoni (1578-1590)
- Giovanni Fontana (1590-1611)
- Giambattista Leni (1611-1627)
- Lorenzo Magalotti (1628-1637)
- Francesco Maria Macchiavelli (1638-1653)
- Carlo Pio di Savoia (1655-1663)
- Giovanni Stefano Donghi (1663-1669)
- Carlo Cerri (1670-1690)
- Marcello Durazzo (1690-1691), nommé archevêque de Spolète
  - Siège vacant (1691-1696)
- Domenico Tarugi (1696-1696)
- Baldassare Cenci (1696-1696)
- Fabrizio Paolucci (1698-1701)
- Taddeo Luigi dal Verme (1701-1717)
- Tommaso Ruffo (1717-1735), nommé archevêque de Ferrare

## Archevêques de Ferrare
- Tommaso Ruffo (1735-1738)
- Raniero d'Elci (1738-1740)
- Bonaventura Barberini, O.F.M.Cap (1740-1743)
- Girolamo Crispi (1743-1746)
- Marcello Crescenzi (1746-1768)
  - Siège vacant (1768-1773)
- Bernardino Giraud (1773-1777)
- Alessandro Mattei (1777-1800), nommé évêque de Palestrina
  - Alessandro Mattei (1800-1807), administrateur apostolique
- Paolo Patrizio Fava Ghisilieri (1807-1822)
- Carlo Odescalchi (1823-1826)
- Filippo Filonardi (1826-1834)
- Gabriel della Genga Sermattei (1834-1843)
- Ignazio Giovanni Cadolini (1843-1850)
- Luigi Vannicelli Casoni (1850-1877)
- Luigi Giordani (1877-1893)
- Egidio Mauri, O.P (1893-1896)
- Pietro Respighi (1896-1900), nommé cardinal-vicaire
- Giulio Boschi (1900-1919)
- Francesco Rossi (1919-1929)
- Ruggero Bovelli (1929-1954)
- Natale Mosconi (1954-1976)
- Filippo Franceschi (1976-1982), nommé archevêque, à titre personnel, de Padoue
- Luigi Maverna (1982-1986), nommé archevêque de Ferrare-Comacchio

## Archevêque de Ferrare-Comacchio
- Luigi Maverna (1986-1995)
- Carlo Caffarra (1995-2003), nommé archevêque de Bologne
- Paolo Rabitti (2004-2012)
- Luigi Negri (2012-2017)
- Gian Carlo Perego (2017- )

## Sources
- http://www.catholic-hierarchy.org